# اچ‌ام‌اس آنداین (۱۸۸۱)
اچ‌ام‌اس آنداین (۱۸۸۱) (به انگلیسی: HMS Undine (1881)) یک کشتی است. این کشتی در سال ۱۸۶۹ ساخته شد.